# Liste des évêques de Madison
La liste des évêques de Madison recense les noms des évêques qui se sont succédé sur le siège épiscopal de Madison, dans le Wisconsin, aux États-Unis, depuis la création du diocèse de Madison (en) (Dioecesis Madisonensis)  le 22 décembre 1945, par détachement de ceux de Green Bay (en) et de La Crosse, ainsi que de l'archidiocèse de Milwaukee. 

## Sont évêques
- 22 février 1946-18 février 1967 : William O’Connor (William Patrick O’Connor)
- 18 février 1967-18 avril 1992 : Cletus O'Donnell (Cletus Francis O'Donnell)
- 13 avril 1993-23 mai 2003 : William Bullock (William Henry Bullock)
- 23 mai 2003-†24 novembre 2018 : Robert Morlino (Robert Charles Morlino)
- depuis le 25 avril 2019 : Donald Hying (Donald Joseph Hying)

## Sources
- (en) Fiche du diocèse sur catholic-hierarchy.org